# 34.º Prêmio Angelo Agostini
O 34.º Prêmio Angelo Agostini (também chamado Troféu Angelo Agostini) foi um evento organizado pela Associação dos Quadrinhistas e Caricaturistas do Estado de São Paulo (ACQ-ESP) com o propósito de premiar os melhores lançamentos brasileiros de quadrinhos de 2017 em diferentes categorias.

## História
A eleição dos vencedores foi realizada por votação aberta, através do sistema do Google Formulários, na qual cada votante poderia escrever o nome que desejasse em cada categoria (a única exigência para eligibilidade é que o artista ou instituição indicada tivesse produção artística em 2017). A única exceção foi a categoria Mestre do Quadrinho Nacional, cuja escolha dos três vencedores foi feita pela comissão organizadora do evento. A votação ocorreu de 14 de dezembro de 2017 a 15 de janeiro de 2018. O resultado foi divulgado em 19 de janeiro.
A cerimônia de entrega de troféus foi realizada no dia 3 de fevereiro de 2018 na Biblioteca Latino-Americana Victor Civita. Antes da premiação, foram realizadas as exposições "Historietas Uruguaias no Memorial" e "Bandas Educativas", com curadoria de Diego Jourdan, Alejandro Rodriguez Juele e Nicolás Peruzzo. Também foi realizada uma feira de quadrinhos com artistas e editoras independentes, além de um espaço da loja Comic Book Shop com o lançamento do sketchbook do artista uruguaio Diego Jourdan. Além disso, houve o lançamento póstumo da revista HvírusQ, último trabalho do editor Toninho Mendes, que foi homenageado pelo evento junto com Douglas Quinta Reis, Álvaro de Moya e Luís Augusto Gouveia, também falecidos em 2017 (com exceção de Luís Augusto, falecido poucos dias antes do evento).

## Prêmios
| Categoria                    | Vencedor(es)                    |
| ---------------------------- | ------------------------------- |
| Mestre do quadrinho nacional | Jal                             |
| Mestre do quadrinho nacional | José Menezes                    |
| Mestre do quadrinho nacional | Floreal                         |
| Mestre do quadrinho nacional | Marcelo Cassaro                 |
| Desenhista                   | Mario Cau Monstruário           |
| Roteirista                   | Marcelo Marchi Bilhetes         |
| Lançamento                   | Labirinto Thiago Souto (Mino)   |
| Troféu Jayme Cortez          | Fabio Tatsubô                   |
| Fanzine                      | Tchê Denilson Rosa dos Reis     |
| Cartunista                   | Guilherme Bandeira              |
| Lançamento independente      | Bilhetes Paulo Borges           |
| Web quadrinho                | Na Mira da Lena Luciano Freitas |